# Tuukka Kotti
Tuukka Kotti, né le 18 mars 1981 à Forssa, en Finlande, est un joueur finlandais de basket-ball. Il joue aux postes d'ailier fort et de pivot.